# Bundesstraße 471
Die Bundesstraße 471 (Abkürzung: B 471) ist eine deutsche Bundesstraße im Regierungsbezirk Oberbayern in Bayern. Sie führt um München herum, beginnend in Inning am Ammersee über Fürstenfeldbruck, Dachau, Oberschleißheim, Garching, Feldkirchen, Putzbrunn und Hohenbrunn nach Taufkirchen. Vor dem Bau der A 99 war sie die wichtigste Verbindung zur Umgehung der Münchener Innenstadt und galt insbesondere im westlichen und nördlichen Abschnitt als eine der gefährlichsten Straßen in der Umgebung Münchens.

## Verlauf

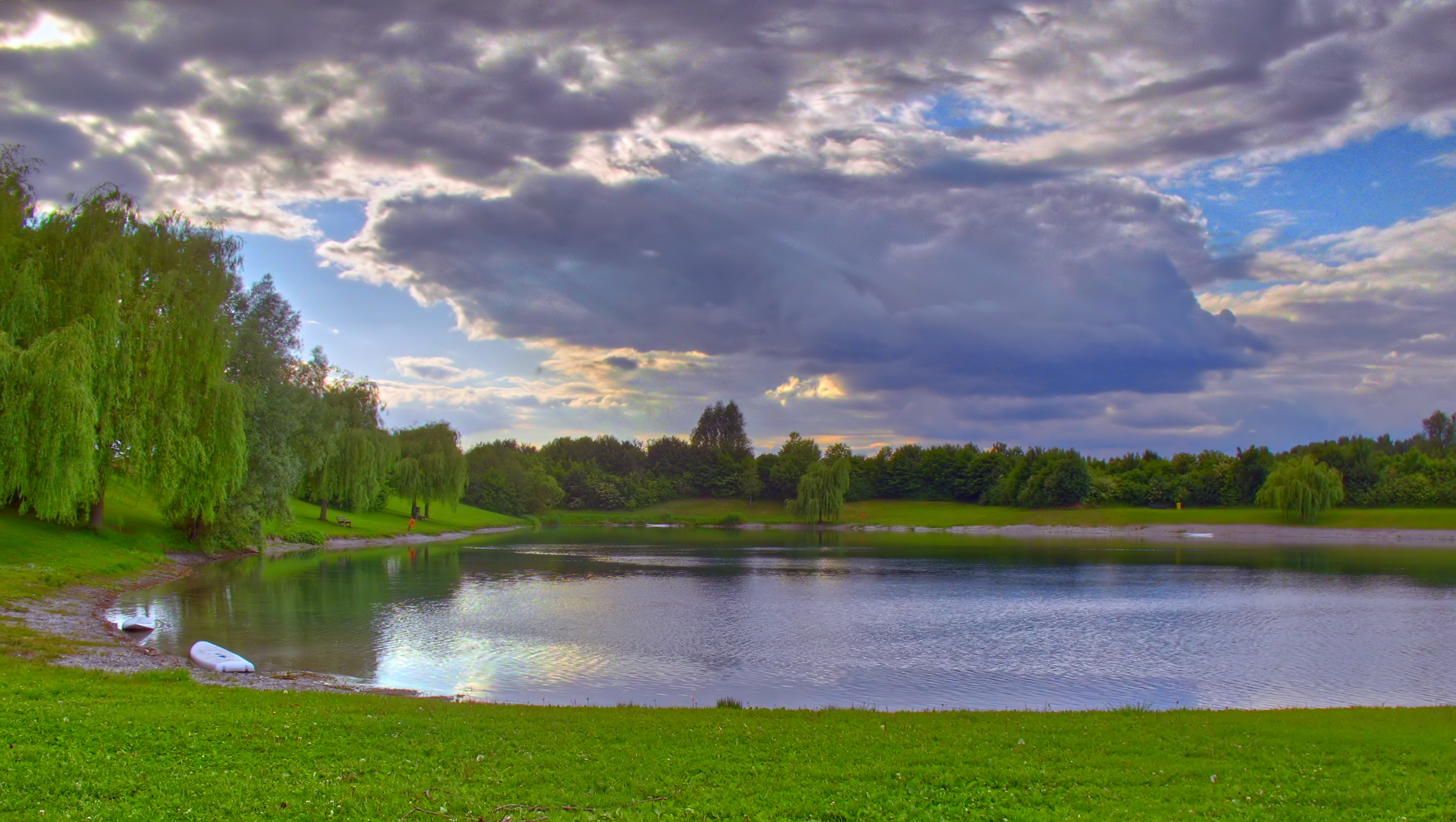
Emmeringer See, Nähe Anschlussstelle Olching/Maisach

Die B 471 beginnt an der A 96 (Lindau–München) Anschlussstelle Inning am Ammersee (30) im Landkreis Starnberg und führt weiter in nördlicher Richtung.
Nun erreicht die B 471 den Landkreis Fürstenfeldbruck. Die erste Gemeinde ist Grafrath. An Schöngeising vorbei erreicht die B 471 an der Anschlussstelle Fürstenfeldbruck-Süd die Ortsumfahrung der Stadt. Ab hier ist die B 471 planfrei ausgebaut. Nach der Anschlussstelle Fürstenfeldbruck-Mitte erreicht die Strecke an der Anschlussstelle Fürstenfeldbruck-Nord die B 2. Nach der Anschlussstelle Fürstenfeldbruck-Von-Gravenreuth-Straße endet die Umfahrung Fürstenfeldbruck und es schließt sich die Umfahrung Esting an. Nun wird die Bahnstrecke München–Augsburg überquert. In einem langgezogenen Bogen geht es jetzt um Neu-Esting herum bis zur Anschlussstelle Geiselbullach. Ab hier verläuft die Bundesstraße vierspurig ohne Mittelstreifen. Kurz danach erreicht die B 471 den Landkreis Dachau. Im weiteren Verlauf folgt der Anschluss Dachau/Fürstenfeldbruck (78) der A 8 (München–Stuttgart). Der Bereich der Autobahnausfahrt ist nicht planfrei ausgebaut.
Ab dem Autobahnanschluss verläuft die B 471 zweistreifig Richtung Nordosten weiter zur Anschlussstelle Dachau-West und erreicht hier die Umfahrung der Stadt. Nun mündet die B 471 an der Anschlussstelle Dachau-Ost in die Tangente Dachau vs. Oberschleißheim, der sie in östlicher Richtung folgt. Direkt nach der Anschlussstelle Dachau-Ost befindet sich die Grenze zum Landkreis München. Hier endet der planfreie Ausbau der Strecke.

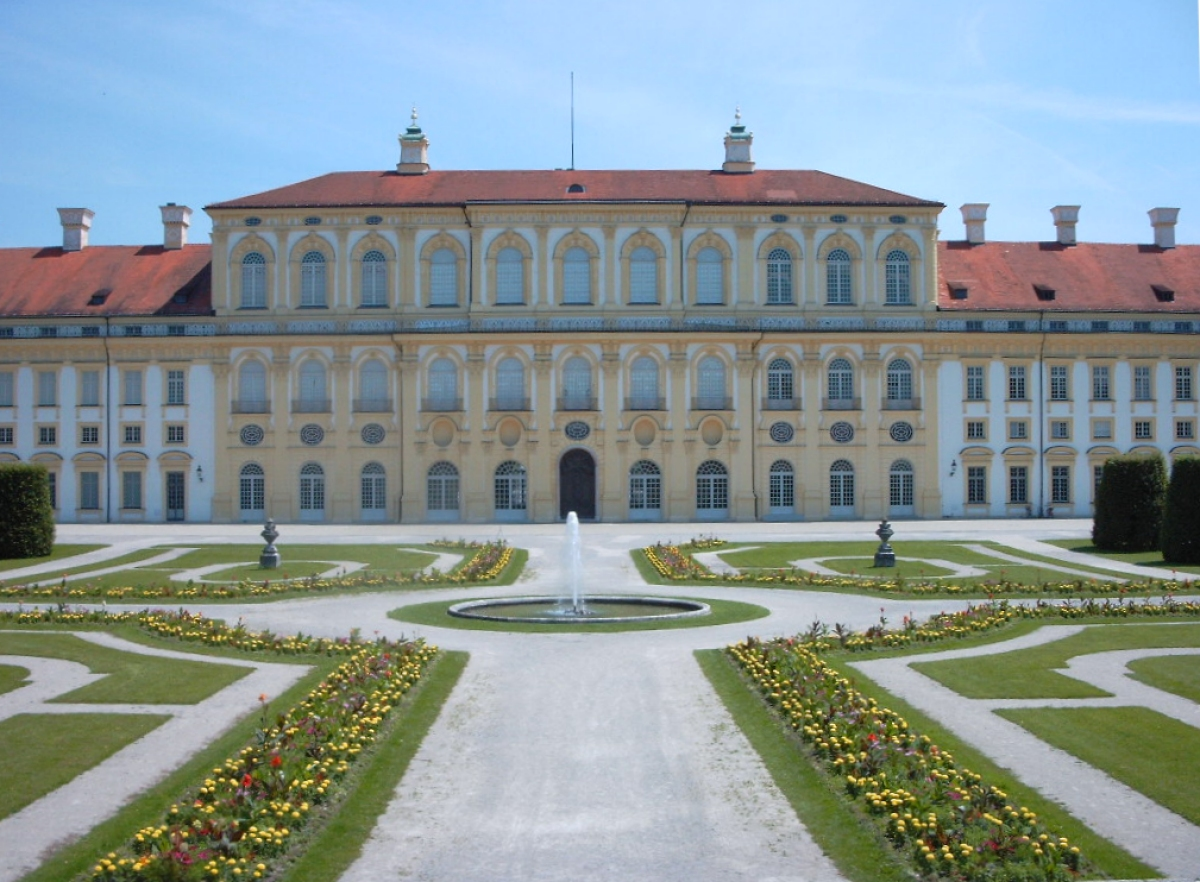
Neues Schloss Schleißheim südlich der B 471

Im weiteren Verlauf der B 471 folgen der Anschluss zur A 92 AS Oberschleißheim (2) und die Ortsdurchfahrt Oberschleißheim. Hier kreuzt die Straße plangleich die Bahnstrecke München–Regensburg. Im Anschluss daran befindet sich südlich der Bundesstraße das Schloss Schleißheim. Nach Oberschleißheim und der Kreuzung mit der B 13 (München – Ingolstadt) erreicht die Bundesstraße Garching-Hochbrück; der gleichnamige U-Bahnhof der Münchner U-Bahn-Linie 6 liegt oberirdisch südlich der Straße. Nun folgen die A 9 (München–Nürnberg–Berlin) mit der Anschlussstelle Garching-Süd (71) und die Kreuzung mit der ehemaligen B 11 (München–Landshut), heute Staatsstraße 2350, südlich von Garching.
Nach der Überquerung der Isar auf der Heckerbrücke folgt die Umfahrung Ismaning mit dem planfreien Anschluss der B 388 (Richtung Erding). Die B 471 führt weiter in südöstlicher Richtung zur Anschlussstelle Aschheim/Ismaning (14) der A 99 (Autobahnaußenring München).
Die B 471 verläuft nun in südlicher Richtung durch die Orte Aschheim und Feldkirchen; unmittelbar am Ortsausgang von Feldkirchen überquert die B 471 die A 94 (München–Passau) ohne Anschlussstelle. Im weiteren Verlauf erreicht die Strecke Haar und kreuzt dort die B 304 (München–Wasserburg am Inn). In südwestlicher Richtung setzt die B 471 ihren Weg fort nach Putzbrunn. Nachdem sie den Ort durchquert hat, gelangt sie erneut zur A 99 (Autobahnaußenring München) AS Hohenbrunn (19). Der Verlauf der Strecke führt die B 471 nach Hohenbrunn. Von hier verläuft die Strecke weiter Richtung Westen. Sie überquert die A 99 ohne Anschlussstelle und endet an der A 8 (München–Salzburg) AS Taufkirchen-Ost (94).

## Ausbauzustand
| Teilstück                                              | Spuren gesamt | Richtungs- fahrbahn getrennt | planfrei |
| ------------------------------------------------------ | ------------- | ---------------------------- | -------- |
| (AS Inning am Ammersee) – Fürstenfeldbruck-Süd         | 2             | −                            | −        |
| Fürstenfeldbruck-Süd – Geiselbullach (Olching)         | 2             | −                            | +        |
| Geiselbullach (Olching) – (AS Dachau/Fürstenfeldbruck) | 4             | +                            | +        |
| Bereich (AS Dachau/Fürstenfeldbruck)                   | 3 bzw. 4      | −                            | −        |
| (AS Dachau/Fürstenfeldbruck) – Dachau-Ost              | 2 bis 3       | −                            | +        |
| Dachau-Ost – östlich Garching-Hochbrück                | 2             | −                            | −        |
| östlich Garching-Hochbrück – Garching                  | 4             | −                            | −        |
| Garching – Ismaning-Nord                               | 2             | −                            | −        |
| Ismaning-Nord – Ismaning-Süd                           | 2             | −                            | +        |
| Ismaning-Süd – westlich Hohenbrunn                     | 2             | −                            | −        |
| westlich Hohenbrunn – (AS Taufkirchen-Ost)             | 4             | +                            | −        |

## Geschichte

### Frühere Strecken und Bezeichnungen
Die Bundesstraße 471 wurde in den 1960er Jahren gewidmet. Dies erfolgte in zwei Etappen. Der erste Abschnitt war der Westliche von der damaligen B 12 bei Inning am Ammersee (heute A 96) über den heutigen Verlauf (ohne Ortsumgehungen) zur AS Garching-Süd der damaligen A 3 (heute A 9). In einem zweiten Schritt wurde der östliche Abschnitt der B 471 gewidmet. In den 1960er Jahren stellte die B 471 für den Fernverkehr die einzige Möglichkeit dar, nicht die Innenstadt von München kreuzen zu müssen.

### Ersetzungen
In den 1970er Jahren folgte ein Ausbau, insbesondere der westlichen und nördlichen Strecke. So wurden die Ortsumgehungen von Fürstenfeldbruck, Olching und Dachau gebaut.
Im Jahre 1996 wurde im Zuge der Fertigstellung der A 96 die Anschlussstelle Inning am Ammersee umgebaut. Mit der Eröffnung der Eschenrieder Spange 1998 wurde auch der Anschluss zur A 8 (AS Dachau/Fürstenfeldbruck) umgebaut. Der südlich angrenzende Streckenabschnitt wurde Anfang der 2000er Jahre einbahnig vierstreifig ausgebaut.

#### Entlastungsstraße Aschheim
Am 16. Juli 2010 wurde die kommunale Entlastungsstraße Aschheim dem Verkehr übergeben. Die dafür nötige Abzweigung an der Ausfahrt Aschheim/Ismaning (A 99) entstand bereits 2009. Der Durchgangsverkehr wird hierbei westlich der A 99 bis zur Anschlussstelle Kirchheim (A 99) auf die Entlastungsstraße geleitet. Der Ortskern von Aschheim ist weiterhin über die B 471 erreichbar. Diese sowie der westliche Autobahnanschluss zur A 99 sind hier über einen Kreisverkehr angebunden, der von der Entlastungsstraße überführt wird. Eine Verlängerung der Entlastungsstraße weiter nach Süden bis zur B 304 bei Haar ist in Planung; über eine Stichstraße soll dieser Streckenabschnitt die östliche Anbindung des Münchner Messegeländes verbessern.
Weiterhin ist die Anschlussstelle der A 99 Aschheim/Ismaning nach Norden an die Kreisstraße M 3 verlegt worden, wo sie als Vollkleeblatt ausgebaut wurde. Die Kreuzung von M 3 und B 471 ist im Rahmen dieser Maßnahme zu einem Kreisverkehr ausgebaut worden und wird über eine Brücke mit dem Kreisel der Entlastungsstraße verbunden.

### Weiterer Ausbau
Im Bundesverkehrswegeplan 2030 ist der weitere vierstreifige Ausbau der B 471 als vordringlicher Bedarf vorgesehen.

## Tourismus
An der Bundesstraße 471 oder in der Nähe befinden sich viele touristische Sehenswürdigkeiten:
- Schlösser und Klöster: Kloster Fürstenfeld, Schloss Dachau, Schloss Schleißheim in Oberschleißheim, Schloss Ismaning
- Naherholung:
  - Seen: Ammersee und Wörthsee bei Inning, Ismaninger Speichersee
    - Regattastrecke Oberschleißheim

  - Wälder und Moore: Dachauer Moos, Hofoldinger Forst
- Museen: Flugwerft Schleißheim
- Gedenkstätten: Ehrenmal der Luftwaffe in Fürstenfeldbruck, KZ-Gedenkstätte Dachau in Dachau
- Sonstiges: Olympische Schießanlage (1972) in Garching-Hochbrück